# Коваль Федір
Коваль Федір (*1 березня 1913 — †30 листопада 1987) — український поет, публіцист.

## З біографії
Народ. 1 березня 1913 р. у с. Костринська Розтока Березнянського району Закарпатської обл., закінчив Ужгородську семінарію (1932—1936), вчителював (1936—1937). У 1938 р. відбував військову службу в гусарському полку м. Середь (Західна Словаччина). Восени 1938 р. потрапив до Горлиць (недалеко від Кракова), працював у школі. Вступив до лав УПА, брав участь у боях, дослужився до чину полковника. У 1945 р. емігрував, спочатку жив у Братиславі, потім Мюнхені. Помер 30 листопада 1987 р.

## Творчість
Автор збірки «Зелені ромби» (1953) та недрукованих за життя творів.
Окремі видання:
- Коваль Ф. Зелені ромби. — Мюнхен, 1953.